# نهائي كأس مصر 2003
نهائي كأس مصر لكرة القدم 2003 هو المباراة النهائية من بطولة كأس مصر موسم 2002–2003 ، لعب النهائي يوم 30 يونيو 2003 في استاد القاهرة الدولي بمدينة نصر. وقد انتهت المباراة بفوز الأهلي بالمباراة بركلات الترجيح بنتيجة 4–3 ، بعد انتهاء الوقتين الأصلي بالتعادل السلبي والإضافي بالتعادل الإيجابي بين الفريقين بهدف لكل منهما، ليحصد لقبه الثالث والثلاثين في تاريخ البطولة.

## الطريق إلى النهائي
(د: على ملعبه، خ: خارج ملعبه).
| الأهلي           | الأهلي | الأهلي        | الأهلي        | الدور       | الإسماعيلي | الإسماعيلي | الإسماعيلي    | الإسماعيلي    |
| ---------------- | ------ | ------------- | ------------- | ----------- | ---------- | ---------- | ------------- | ------------- |
| الخصم            | إجم.   | مباراة الذهاب | مباراة الإياب |             | الخصم      | إجم.       | مباراة الذهاب | مباراة الإياب |
| الأوليمبي        | 6–0    | 1–0 (د)       | 5–0 (خ)       | دور الـ32   | سوهاج      | 3–2        | 1–1 (د)       | 2–1 (خ)       |
| طنطا             | 5–1    | 1–1 (د)       | 4–0 (خ)       | دور الـ16   | دمياط      | 4–2        | 2–2 (خ)       | 2–0 (د)       |
| الاتحاد السكندري | 1–0    | 1–0           | 1–0           | ربع النهائي | الترسانة   | 1–0        | 1–0           | 1–0           |
| بلدية المحلة     | 2–0    | 2–0           | 2–0           | نصف النهائي | جولدي      | 3–0        | 3–0           | 3–0           |

## التفاصيل
| الأهلي                         | 1–1 (ب.و.إ.) | الإسماعيلي                               |
| ------------------------------ | ------------ | ---------------------------------------- |
| خالد بيبو 111' (بالقدم اليسرى) |              | محمد محسن أبو جريشة 114' (بالقدم اليمنى) |